# Paratorchus caecus
Paratorchus caecus – rodzaj chrząszczy z rodziny kusakowatych i podrodziny Osoriinae.
Gatunek ten opisany został w 1910 roku przez Thomasa Brouna jako Holotrochus caecus. W 1982 roku przeniesiony został przez H. Pauline McColl do rodzaju Paratrochus, któremu w 1984 roku ta sama autorka zmieniła nazwę na Paratorchus, w związku z wcześniejszym użyciem poprzedniej nazwy dla rodzaju mięczaków.
Chrząszcz znany z pojedynczej samicy o walcowatym ciele długości 3,4 mm, barwy rudobrązowej z żółtawobrązowymi czułkami i odnóżami. Wierzch ciała ma rozproszenie punktowany, wyraźnie siateczkowato mikrorzeźbiony oraz gęsto owłosiony. Długość szczecinek jest większa niż odległości między nimi. Owalne, płaskie oczy złożone buduje kilka omatidiów. Przedplecze ma 0,63 mm długości i delikatną, siatkowatą mikrorzeźbę. Odwłok ma dziewiąty tergit niezbyt silnie wydłużony ku tyłowi w dwa krótkie i tępe wyrostki. Narządy rozrodcze cechuje podługowato-owalna spermateka o wymiarach 0,125 × 0,05 mm.
Owad endemiczny dla Nowej Zelandii, znany tylko z regionu Auckland na Wyspy Północnej. Znaleziony w ściółce.